# Crichton Castle
Crichton Castle is een 14e-eeuws kasteel nabij Crichton in de Schotse regio Midlothian. Tot eind 15e eeuw was het kasteel in handen van de Crichtons, daarna kwam het al snel in handen van de Hepburns, graven van Bothwell. Rond 1580 werd het kasteel omgebouwd naar renaissancestijl. Aan het einde van de zestiende eeuw was het kasteel geen residentie meer en verviel het tot een ruïne.

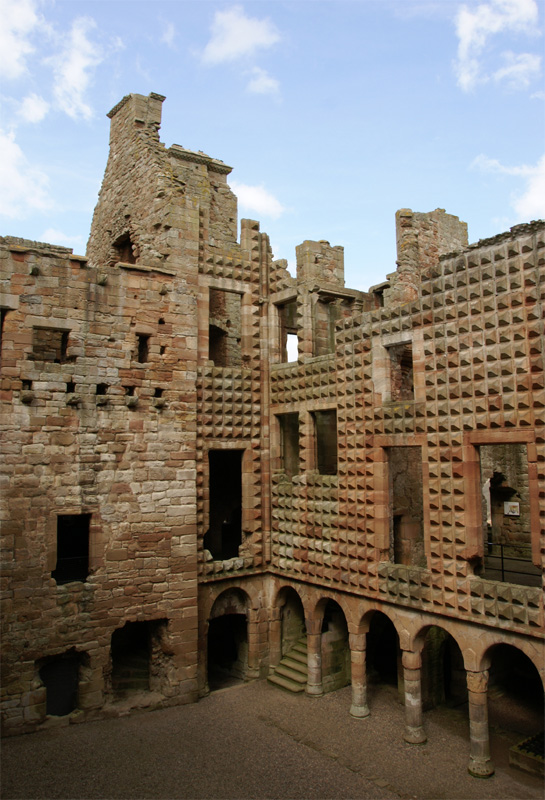
Noordwestelijke hoek van de binnenplaats met de arcade en ruitvormige façade aan de noordzijde

## Geschiedenis

### Crichton
De baronie van Crichton werd door Robert III van Schotland geschonken aan John de Crichton in de late 14e eeuw. Hij bouwde vermoedelijk de woontoren van het huidige kasteel.
Zijn zoon en erfgenaam William Crichton was een vertrouwde dienaar van Jacobus I van Schotland en had bij de dood van Jacobus I de functie van sheriff van Edinburgh en was beheerder van Edinburgh Castle. Daarnaast was hij Master of the King's Household (Meester van 's konings hofhouding). In 1439 werd hij aangesteld als kanselier (chancellor).
William stond op slechte voet met de Black Douglases, omdat hij in 1440 de jonge William, zesde graaf van Douglas, en zijn broer had uitgenodigd voor een banket in Edinburgh Castle waarbij ze werden vermoord; het banket werd bekend onder de naam black dinner (zwarte diner). Als onderdeel van de plot had William Crichton de jonge edellieden al gastvrij onthaald op zijn eigen Crichton Castle. In de burgeroorlog die hierop volgde, waren zijn successen wisselend. Zo werd hem in 1444 het kanselierschap ontnomen en - terwijl hij in Edinburgh Castle verbleef - marcheerde Sir John Forrester van Corstorphine, een aide van de nieuwe graaf van Douglas, naar Crichton Castle, belegerde het en vernietigde het deels. In 1447 had William Crichton 's konings gunst weer en verkreeg de titel Lord Crichton. In 1448 werd hij wederom benoemd tot kanselier. In 1452 was hij aanwezig bij een banket in Stirling Castle, waar hij toen beheerder van was, waar William Douglas, achtste graaf van Douglas door de koning werd vermoord.
William Crichton was een rijk man; zo kon hij bijvoorbeeld in 1450 vijfhonderd pond lenen aan de koning. Hij gebruikte zijn rijkdom ook om zijn kasteel te verfraaien. In 1449 stichtte hij de Crichton Collegiate Church nabij het kasteel. Hij stierf in 1454. Zijn zoon en erfgenaam James Crichton stierf snel na zijn vader. De derde Heer van Crichton, William, had een affaire met de zus van Jacobus III van Schotland met een kind tot gevolg. Kort daarna was hij betrokken bij een samenzwering met de jongere broer van de koning, Alexander, hertog van Albany, die ertoe leidde dat hij in 1484 al zijn eigendommen en functies kwijtraakte.

### Ramsay van Bothwell
Jacobus III van Schotland gaf Crichton Castle aan Sir James Ramsay van Bothwell. Hij werd verheven tot Lord Bothwell en werd benoemd tot schatbewaarder van Schotland. Hij verloor de baronie van Crichton echter, toen Jacobus III werd verslagen en gedood in de Slag van Sauchieburn in 1488. James Ramsay vluchtte naar het Engelse hof, waar hij later stierf.

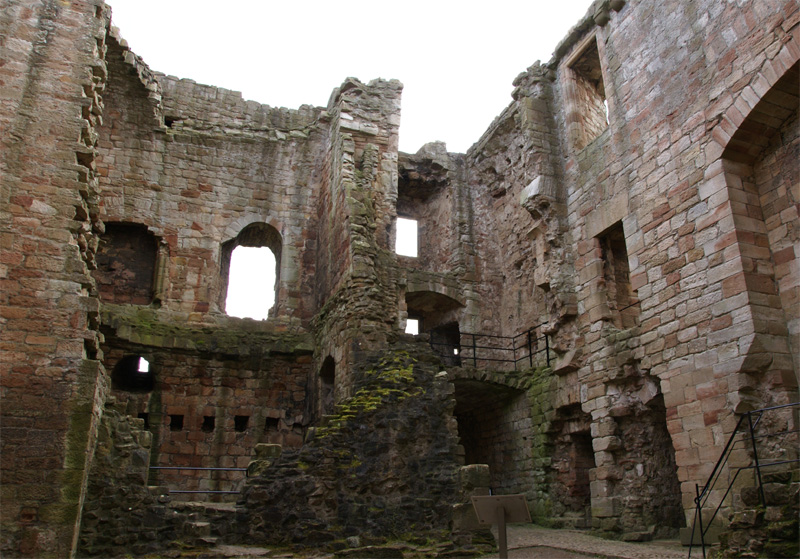
Links de oorspronkelijke donjon.

### Hepburn, graaf van Bothwell
Jacobus IV van Schotland schonk de baronie van Crichton aan Sir Patrick Hepburn van Dunsyre, tweede Heer van Hailes. Het heerschap van Crichton en het heerschap van Bothwell werden samengevoegd tot het graafschap van Bothwell. Crichton Castle was sindsdien eigendom van de graven van Bothwell.
In november 1559 werd het kasteel belegerd, ingenomen en bezet met een garnizoen van vijftig man, omdat de vierde graaf Bothwell, een katholiek, 4000 kronen had veroverd die Elizabeth I van Engeland had gestuurd om de protestante heren te steunen.
In januari 1562 huwde Lord John Stewart, halfbroer van Maria I van Schotland, op Crichton Castle de zus van de vierde graaf van Bothwell, Janet. De koningin zelf was hierbij aanwezig.
In 1567 vluchtte de graaf van Bothwell naar Spynie Palace nabij Elgin, nadat de koningin was verslagen in de Slag van Carberry. Zijn vrouw Mary bleef achter op Crichton Castle. Pas in 1581 claimde Francis Stewart, die terug was gekeerd uit Italië, het kasteel. De moeder van Francis was Lady Jean Hepburn, een dochter van Patrick Hepburn, de derde graaf van Bothwell. Francis was een hoogopgeleid man en sprak drie talen. Hij richtte Crichton Castle opnieuw in, gebruikmakende van stijlen die hij had gezien in Europa. In maart 1587 dineerde Jacobus VI van Schotland in Crichton Castle. In 1595 vertrok Francis wederom naar het buitenland en keerde nooit meer terug. Zijn zoon, Francis, kreeg Crichton Castle toegewezen door Karel I van Engeland, maar verkocht het kasteel wegens schulden aan de Hepburns van Humbie. In 1659 werd het kasteel al gebruikt als steengroeve. In 1926 werd het kasteel in staatsbeheer gegeven door Henry Burn Callander.

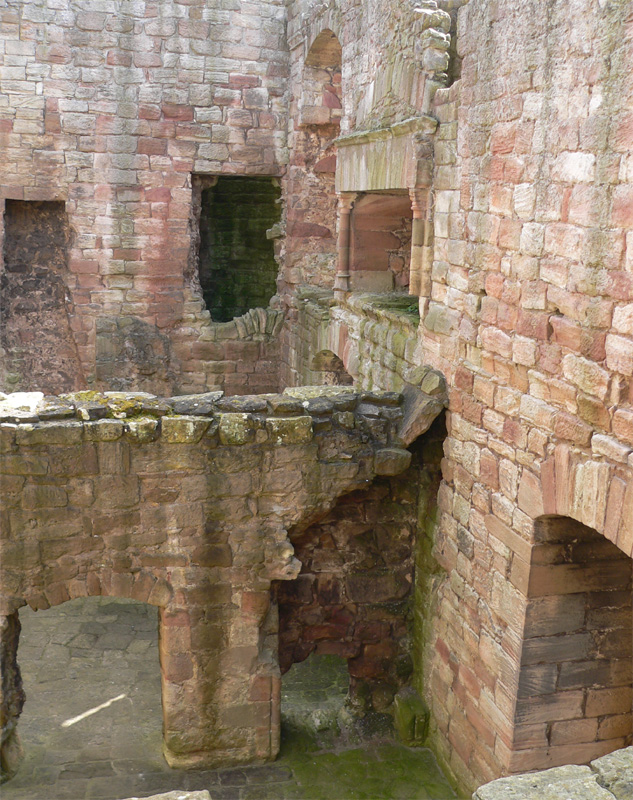
Great hall van kanselier Crichton die later in compartimenten werd verdeeld.

## Bouw
Crichton Castle is gebouwd op een hoogte en kijkt uit over de rivier de Tyne. Voor het kasteel bevinden zich resten van de aardwerken, die het kasteel extra bescherming moesten bieden. Er zijn grofweg drie bouwfases te onderscheiden: rond 1400 werd de eerste versie van het kasteel gebouwd, rond 1440 bouwde de kanselier Crichton een nieuwe great hall met keukens en nieuwe slaapkamers, en rond 1580 moderniseerde Francis Stewart het kasteel.
Rond 1400 bouwde John de Crichton een donjon van drie verdiepingen hoog. De kelders, de hal, de gevangenis en de keuken zijn bewaard gebleven. De donjon ligt aan de oostzijde van het kasteel. In de zuidvleugel bevindt zich de great hall die gebouwd werd door kanselier Crichton rond 1440. Rond 1580 werd door de graaf van Bothwell deze hal in compartimenten opgedeeld. De westelijke helft van de zuidvleugel werd ingenomen door de keukens, gebouwd rond 1440. De zuidwestelijke toren telde zes verdiepingen waarvan vier als slaapkamers waren ingericht met twee dienstvertrekken erboven.
In het midden van de westzijde bevindt zich een achterpoortje. In de noordvleugel bouwde Francis Stewart, graaf van Bothwell rond 1580 zijn residentie. Aan de zijde van de binnenplaats werd een ruitvormige façade (uniek voor Schotland) en een arcade aangebracht. Op de arcade is een anker met het monogram F S M D te zien, dat staat voor Francis Stewart en zijn vrouw Margaret Douglas. Het anker verwijst naar zijn functie als Lord High Admiral of Scotland die hij sinds 1581 bekleedde. In de noordvleugel bevindt zich verder een trap, die geen wenteltrap was zoals gebruikelijk was in die tijd.

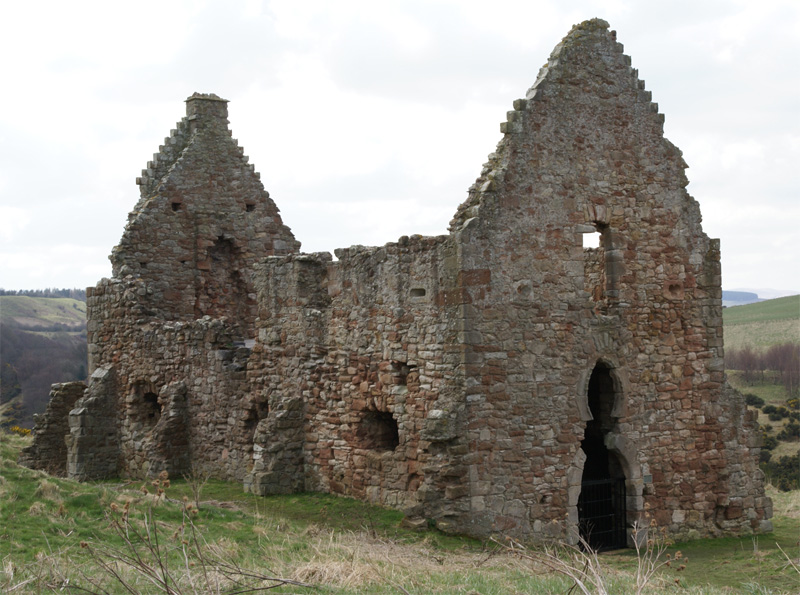
De stallen met hoefijzervormige ingang.

Ten zuiden van het kasteel werd rond 1580 de stallen gebouwd. Dit was een gebouw van twee verdiepingen met een ingang in hoefijzervorm waar een ruiter zonder af te stijgen doorheen kon.
Ten zuidoosten van het kasteel bevond zich een steengroeve die goede kwaliteit zandsteen leverde waarmee het kasteel werd gebouwd.

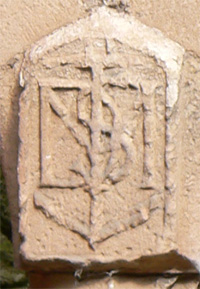
Monogram van Francis Stewart

## Beheer
Crichton Castle wordt sinds 1926 beheerd door Historic Environment Scotland, net als Dirleton Castle.